# Totschlag (Deutschland)
Totschlag bezeichnet im deutschen Strafrecht die vorsätzliche Tötung eines Menschen, die weder die für den Straftatbestand Mord relevanten persönlichen und tatbezogenen Merkmale noch die - die Strafandrohung mindernden - Kriterien für eine Tötung auf Verlangen erfüllt. Laut der ständigen Rechtsprechung des Bundesgerichtshofes ist in jedem Mord der Totschlag mit verwirklicht. In der Bundesrepublik wurden im Jahr 2019 insgesamt 1595 Fälle von Totschlag und Tötung auf Verlangen erfasst. Die Aufklärungsquote für diesen Zeitraum lag bei 95,2 Prozent. Bei der überwiegenden Mehrheit der Tötungsdelikte (78,0 Prozent) blieb es beim Versuch.
In den letzten drei Jahrzehnten haben sich die Zahlen der erfassten Fälle von Totschlag in Deutschland halbiert. Dieser Rückgang folgt dem Trend, der in allen westlichen Ländern zu beobachten ist.

## (Grund-)Tatbestand
Der Tatbestand ist in § 212 StGB enthalten:

### Unterschied zum Mord-Tatbestand
Er unterscheidet sich vom Mord (§ 211 StGB) durch das Fehlen von Mordmerkmalen. Die Strafandrohung für Totschlag ist dementsprechend niedriger. Die Tat ist mit Freiheitsstrafe von 5 bis 15 Jahren (§§ 212 Abs. 1, 38 Abs. 2 StGB) bedroht. In besonders schweren Fällen wird jedoch, wie bei einem Mord, eine lebenslange Freiheitsstrafe verhängt (§ 212 Abs. 2 StGB). In minder schweren Fällen ist die Strafe Freiheitsstrafe von einem Jahr bis zu zehn Jahren (§ 213 StGB).

### Abgrenzung zur vorsätzlichen Körperverletzung mit Todesfolge
Liegt bei der Tat kein Tötungs-, aber ein Verletzungsvorsatz vor, so handelt es sich nicht um Totschlag, sondern um vorsätzliche Körperverletzung mit Todesfolge nach § 227 StGB. In der Praxis ist es bei Affekttaten manchmal schwierig nachzuweisen, worauf sich der Tatvorsatz genau erstreckt hat, wenn die mögliche Tötungsfolge als nicht ganz fernliegend angesehen und billigend in Kauf genommen wurde (Eventualvorsatz).

### Totschlag und vorsätzliche Körperverletzung
Bei einem vollendeten Totschlag tritt die Körperverletzung als Durchgangsstadium zurück. Ist jedoch der Tod nicht eingetreten, liegt ein versuchter Totschlag vor, bei dem die Körperverletzung dazu in Tateinheit steht (§ 52 StGB), da ansonsten der Unrechtsgehalt der Körperverletzung nicht erfasst wäre.

### Beginn und Ende des „Lebens“ (Schutzbereich)
Entscheidend kommt es dabei auf die Subjektsqualität des Opfers als „Mensch“ im Sinne der Tötungsdelikte an, die nur in Grenzbereichen (insbes. Beginn und Ende) fraglich sein kann.
Erst ab dem Beginn der Geburt werden Handlungen (nach fast unbezweifelter herrschender Meinung) gegebenenfalls als Tötungsdelikte bewertet, also insbesondere als Totschlag. Für Eingriffe vor diesem Zeitpunkt sind allein die Normen zum Schwangerschaftsabbruch, also die §§ 218 ff. StGB, relevant. Zur Begründung für diese Abgrenzung berief sich der Bundesgerichtshof (BGH) unter anderem auf den Wortlaut des 1998 aufgehobenen § 217 StGB alter Fassung („Kindestötung“), der eine Strafmilderung (Privilegierung) für die Mutter eines nichtehelichen Kindes „in oder gleich nach der Geburt“ gegenüber den §§ 211, 212 StGB darstellte. Daraus, dass das Kind auch „in der Geburt“ vor einem Tötungsdelikt im engeren Sinne geschützt wurde, folgerte der BGH, dass das Leben im Sinne dieser Tötungsdelikte mit der Geburt anfange. Der Beginn der Geburt wird nach ebenso überwiegender Auffassung beim normalen Geburtsverlauf mit dem Beginn der Eröffnungswehen (oder bei Kaiserschnitt der Eröffnung der Gebärmutter) gleichgesetzt. Dies wird insbesondere mit der entsprechenden Definition des Geburtsvorgangs in der Medizin und mit der hohen Gefährdung und Schutzbedürftigkeit des Kindes von diesem Punkt an begründet. Nach Aufhebung der Sonderregelung für die „Kindestötung“ (siehe oben) wird diese Rechtsauffassung wegen eines fehlenden Willens des Gesetzgebers, eine Änderung der Rechtslage hinsichtlich dieser Abgrenzung durchzuführen, (weiterhin bis auf vereinzelte Gegenmeinungen) beibehalten. Dabei kommt es für die Abgrenzung auf den Zeitpunkt der Einwirkung an, nicht auf den Zeitpunkt des tatbestandsmäßigen Erfolges (des Todes). Daher ist der Anwendungsbereich des Schwangerschaftsabbruchs und nicht der Tötungsdelikte (Mord oder Totschlag) gegeben, wenn der Täter auf den Nasciturus (die Leibesfrucht) schon vor der Geburt einwirkt, der Tod des Kindes aber erst nach dessen Geburt eintritt.
Das Leben endet nach herrschender juristischer Meinung mit dem eingetretenen Hirntod, also dem Erlöschen jeglicher Aktivitäten des Gehirns, unabhängig davon, ob andere Körperfunktionen noch (zum Beispiel für geplante Organtransplantationen) aufrechterhalten werden.

## Verhältnis zum Mord
Die herrschende Lehre betrachtet Totschlag als sogenanntes Grunddelikt und Mord als dessen Qualifikation; die Rechtsprechung sieht in Mord und Totschlag eigenständige Delikte. Diese Differenzierung hat in Fallkonstellationen der Beteiligung Auswirkungen auf die Anwendung von Strafrechtsnormen des Allgemeinen Teils (vgl. § 28 Abs. 1 oder 2 StGB). In einer Entscheidung des BGH in Strafsachen wurden die Wertungsschwierigkeiten bei der bisherigen ständigen Rechtsprechung durch den BGH selbst und der Untergerichte zumindest wahrgenommen und dargestellt.
Im Gegensatz zum Mord, welcher nicht verjährt, verjährt der Totschlag in 20 Jahren.

## (Andere) Strafverschärfungen und -milderungen
§ 212 Abs. 2 StGB nennt den besonders schweren Fall des Totschlags. Es handelt sich hierbei um eine Strafzumessungsregel, die strafverschärfend wirkt und die Strafandrohung auf lebenslange Freiheitsstrafe erhöht. Sie findet Anwendung, wenn die Schuld des Totschlägers ebenso schwer wie die eines Mörders wiegt. Anstelle der fehlenden Mordmerkmale müssen besondere Umstände hinzutreten, durch die – wie bei Mord – das nötige Maß an „auf sittlich niedrigster Stufe stehender“ (BGH) besonderer, „geradezu verächtlicher“ Verwerflichkeit erreicht wird. Da freilich sowohl niedrige Beweggründe wie besonders verwerfliche Begehungsweisen (Grausamkeit, Gemeingefährlichkeit) selbst Mordmerkmale sind, kommt eine Verurteilung wegen besonders schwerem Fall des Totschlags nur selten vor.
In § 213 StGB ist der minder schwere Fall des Totschlags geregelt. Er ermöglicht eine mildere Bestrafung desjenigen, der ohne eigene Schuld durch eine ihm oder einem Angehörigen gegenüber begangene Misshandlung oder schwere Beleidigung zum Zorn gereizt und auf der Stelle zur Tat hingerissen wurde. Daneben nennt das Gesetz noch den nicht weiter charakterisierten sonstigen minder schweren Fall, bei dem eine Gesamtwürdigung aller strafzumessungsrelevanten Umstände vorzunehmen ist. § 213 StGB stellt keinen eigenen Tatbestand, sondern ebenfalls eine Strafzumessungsregel dar, die den Regelstrafrahmen des Totschlages auf ein Jahr bis zu zehn Jahre absenkt. Der Totschlag in einem minder schweren Fall entspricht etwa dem, was in der Schweiz in Artikel 113 des Schweizer StGB als Totschlag definiert ist; die Tötung „in einer nach den Umständen entschuldbaren heftigen Gemütsbewegung oder unter großer seelischer Belastung“, also eine Affekttat (zu Mord und Totschlag in der Schweiz siehe unter Mord – Schweiz).
Abgeschafft ist die frühere Qualifikation des Totschlags an Verwandten aufsteigender Linie („Aszendententotschlag“), die die Mindeststrafe von fünf auf zehn Jahre anhob und eine Strafrahmensenkung wegen mildernder Umstände ausschloss.
1998 wurde im Zuge des 6. Strafrechtsreformgesetzes auch die Kindstötung (§ 217 StGB a. F.) abgeschafft. Diese sah als Privilegierung einen geringeren Strafrahmen für eine Mutter vor, die ihr nichteheliches Kind unmittelbar nach der Geburt tötete. Derartige Fälle unterfallen nun auch dem Totschlag. In der Regel liegt dann aber ein sonstiger minder schwerer Fall vor.
In einem eigenen Paragraphen geregelt ist der Fall, in dem der Täter das Opfer auf dessen Verlangen hin tötet (Tötung auf Verlangen, § 216 StGB). Liegen die Voraussetzungen dieser Privilegierung nicht vollständig vor, so kommt auch hier ein Totschlag bzw. ein minder schwerer Fall des Totschlags in Betracht.

## Statistik
In der deutschen  Polizeilichen Kriminalstatistik (PKS) werden tendenziell immer weniger Fälle von Totschlag registriert. Von 1987 bis 2021 fielen die Häufigkeitszahlen von 2,7 auf 1,8 Totschläge pro 100.000 Einwohner. Im Jahr 2021 fielen nach der Polizeilichen Kriminalstatistik 364 Personen einem vollendeten Totschlag zum Opfer. Das Muster eines Rückgangs der Häufigkeit von Tötungsdelikten seit Anfang der 1990er Jahre findet sich in allen westlichen Ländern. Es ist Teil eines allgemeinen Kriminalitätsrückgangs.
In den 1990er Jahren war vorübergehend eine deutliche Erhöhung der Totschlagszahlen zu beobachten, da die Fälle der Zentralen Ermittlungsgruppe für Regierungs- und Vereinigungskriminalität – insbesondere die Todesfälle an der innerdeutschen Grenze – in die PKS einflossen. Dies erklärt auch den deutlich höheren Anteil an Fällen mit Schusswaffen, wobei hier mit 25,3 % im Jahr 1993 der höchste Wert erreicht wurde.
| Jahr 1 | Fälle insgesamt | davon Versuche   | Schusswaffe involviert 2 | Aufklärungs- rate | Anzahl Opfer insgesamt | Anzahl Opfer, vollendete Taten | Anteil nichtdeutscher Tatverdächtiger |
| ------ | --------------- | ---------------- | ------------------------ | ----------------- | ---------------------- | ------------------------------ | ------------------------------------- |
| 1987   | 1.681           | 1.337 (= 79,5 %) | 133 (= 7,9 %)            | 96,1 %            |                        |                                | 26,2 %                                |
| 1988   | 1.621           | 1.280 (= 79,0 %) | 110 (= 6,8 %)            | 96,4 %            |                        |                                | 26,4 %                                |
| 1989   | 1.581           | 1.207 (= 76,3 %) | 116 (= 7,3 %)            | 96,3 %            |                        |                                | 26,9 %                                |
| 1990   | 1.580           | 1.208 (= 76,5 %) | 118 (= 7,5 %)            | 96,2 %            |                        |                                | 28,1 %                                |
| 1991   | 1.692           | 1.238 (= 73,2 %) | 157 (= 9,3 %)            | 94,9 %            |                        |                                | 30,6 %                                |
| 1992   | 1.932           | 1.532 (= 79,3 %) | 247 (= 12,8 %)           | 91,2 %            |                        |                                | 37,0 %                                |
| 1993   | 2.960           | 2.133 (= 72,1 %) | 749 (= 25,3 %)           | 80,8 %            |                        |                                | 30,8 %                                |
| 1994   | 2.605           | 1.831 (= 70,3 %) | 533 (= 20,5 %)           | 86,6 %            |                        |                                | 31,8 %                                |
| 1995   | 2.753           | 1.986 (= 72,1 %) | 578 (= 21,0 %)           | 87,5 %            |                        |                                | 31,1 %                                |
| 1996   | 2.347           | 1.719 (= 73,2 %) | 345 (= 14,7 %)           | 94,0 %            |                        |                                | 32,5 %                                |
| 1997   | 2.276           | 1.634 (= 71,8 %) | 326 (= 14,3 %)           | 92,8 %            |                        |                                | 31,3 %                                |
| 1998   | 1.994           | 1.471 (= 73,8 %) | 206 (= 10,3 %)           | 96,1 %            |                        |                                | 32,9 %                                |
| 1999   | 1.889           | 1.366 (= 72,3 %) | 208 (= 11,0 %)           | 95,2 %            |                        |                                | 31,7 %                                |
| 2000   | 1.840           | 1.334 (= 72,5 %) | 214 (= 11,6 %)           | 95,7 %            | 1.979                  | 518                            | 29,9 %                                |
| 2001   | 1.781           | 1.337 (= 75,1 %) | 150 (= 8,4 %)            | 94,1 %            | 1.928                  | 461                            | 29,8 %                                |
| 2002   | 1.791           | 1.298 (= 72,5 %) | 131 (= 7,3 %)            | 95,5 %            | 1.968                  | 506                            | 31,7 %                                |
| 2003   | 1.712           | 1.286 (= 75,1 %) | 137 (= 8,0 %)            | 95,7 %            | 1.937                  | 437                            | 31,1 %                                |
| 2004   | 1.688           | 1.239 (= 73,4 %) | 128 (= 7,6 %)            | 95,9 %            | 1.902                  | 469                            | 29,6 %                                |
| 2005   | 1.602           | 1.185 (= 74,0 %) | 111 (= 6,9 %)            | 95,8 %            | 1.832                  | 456                            | 25,8 %                                |
| 2006   | 1.650           | 1.257 (= 76,2 %) | 113 (= 6,8 %)            | 95,6 %            | 1.928                  | 433                            | 29,4 %                                |
| 2007   | 1.613           | 1.235 (= 76,6 %) | 95 (= 5,9 %)             | 96,5 %            | 1.893                  | 418                            | 28,3 %                                |
| 2008   | 1.572           | 1.234 (= 78,5 %) | 73 (= 4,6 %)             | 96,7 %            | 1.817                  | 352                            | 27,0 %                                |
| 2009   | 1.574           | 1.245 (= 79,1 %) | 102 (= 6,5 %)            | 96,2 %            | 1.775                  | 341                            | 27,4 %                                |
| 2010   | 1.526           | 1.218 (= 79,8 %) | 79 (= 5,2 %)             | 95,1 %            | 1.787                  | 366                            | 27,7 %                                |
| 2011   | 1.451           | 1.160 (= 79,9 %) | 70 (= 4,8 %)             | 96,4 %            | 1.660                  | 305                            | 27,0 %                                |
| 2012   | 1.496           | 1.213 (= 81,1 %) | 72 (= 4,8 %)             | 95,8 %            | 1.746                  | 297                            | 28,8 %                                |
| 2013   | 1.475           | 1.185 (= 80,3 %) | 71 (= 4,8 %)             | 95,5 %            | 1.736                  | 303                            | 28,7 %                                |
| 2014   | 1.515           | 1.209 (= 79,8 %) | 62 (= 4,1 %)             | 97,0 %            | 1.762                  | 326                            | 32,2 %                                |
| 2015   | 1.467           | 1.183 (= 80,6 %) | 77 (= 5,2 %)             | 94,8 %            | 1.680                  | 293                            | 39,3 %                                |
| 2016   | 1.657           | 1.314 (= 79,3 %) | 77 (= 4,6 %)             | 95,3 %            | 2.066                  | 503                            | 42,4 %                                |
| 2017   | 1.594           | 1.279 (= 80,2 %) | 60 (= 3,8 %)             | 95,7 %            | 1.858                  | 326                            | 44,5 %                                |
| 2018   | 1.570           | 1.278 (= 81,4 %) | 66 (= 4,2 %)             | 96,5 %            | 1.827                  | 313                            | 44,8 %                                |
| 2019   | 1.595           | 1.305 (= 81,8 %) | 76 (= 4,8 %)             | 95,2 %            | 1.810                  | 300                            | 41,1 %                                |
| 2020   | 1.682           | 1.298 (= 77,2 %) | 83 (= 4,9 %)             | 95,5 %            | 1.994                  | 401                            | 42,3 %                                |
| 2021   | 1.468           | 1.128 (= 76,8 %) | 65 (= 4,4 %)             | 94,8 %            | 1.875                  | 364                            | 44,1 %                                |

### Anzahl der Verurteilten wegen Mordes und Totschlags
Im Jahre 2019 wurden wegen vollendetem Mord 173 Personen und wegen vollendetem Totschlag 124 Personen verurteilt, zusammen 297 Verurteilte.
Die Anzahl der Verurteilten in Deutschland, wegen der Straftatbestände Mord oder Totschlag (StGB 211–213), geht einer Statistik des Statistischen Bundesamtes zufolge seit 2007 zurück::
|                                   | 2007 | 2008 | 2009 | 2010 | 2011 | 2012 | 2013 | 2014 |
| --------------------------------- | ---- | ---- | ---- | ---- | ---- | ---- | ---- | ---- |
| Mord und Totschlag gesamt         | 697  | 648  | 602  | 617  | 570  | 558  | 506  | 535  |
| Anteile nach Geschlecht:          |      |      |      |      |      |      |      |      |
| Männer                            | 617  | 572  | 540  | 566  | 507  | 508  | 466  | 489  |
| Frauen                            | 80   | 76   | 62   | 51   | 63   | 50   | 40   | 46   |
| Anteile nach Staatsangehörigkeit: |      |      |      |      |      |      |      |      |
| Deutsche                          | 473  | 445  | 424  | 437  | 383  | 399  | 345  | 353  |
| Ausländer                         | 224  | 203  | 178  | 180  | 187  | 159  | 161  | 182  |

### Anzahl der Opfer von Mord und Totschlag
Im Jahr 2017 gab es in Deutschland 731 Opfer vollendeten Mordes/Totschlags, im Jahr 2016 876 Opfer. Die Opfer sind etwa zu gleichen Teilen männlich und weiblich und gleichmäßig über alle Altersklassen verteilt.

#### In Partnerschaften
In Deutschland listet die Kriminalstatistik für 2015 insgesamt 415 Opfer von Mord und Totschlag in Partnerschaften auf. Lange gab es hierzu keine aussagekräftigen Statistiken in Deutschland. Dies wurde von Nichtregierungsorganisationen beklagt. Erst 2011 wurden in der polizeilichen Kriminalstatistik entsprechende Voraussetzungen in der Datenerhebung geschaffen.
|                                           | Insgesamt | Frauen | Männer |
| ----------------------------------------- | --------- | ------ | ------ |
| Opfer Mord und Totschlag in Dtl. gesamt   | 2.457     | 781    | 1.676  |
| davon in Partnerschaften gesamt           | 415       | 331    | 84     |
| in %                                      | 16,9 %    | 42,4 % | 5 %    |
| nach Beziehungsstatus                     |           |        |        |
| Ehepartner                                | 210       | 170    | 40     |
| Eingetragene Lebenspartnerschaft          | 0         | 0      | 0      |
| Partner nichtehelicher Lebensgemeinschaft | 112       | 87     | 25     |
| Ehemalige Partnerschaften                 | 93        | 74     | 19     |

|                         | Opfer, Mord und Totschlag in Dtl. gesamt | davon in Partnerschaft | in %   |
| ----------------------- | ---------------------------------------- | ---------------------- | ------ |
| insgesamt               | 2.457                                    | 415                    | 16,9 % |
| Deutschland             | 1.712                                    | 316                    | 18,5 % |
| Türkei                  | 135                                      | 22                     | 16,3 % |
| Polen                   | 62                                       | 12                     | 19,4 % |
| Afghanistan             | 38                                       | 7                      | 18,4 % |
| Russische Föderation    | 21                                       | 4                      | 19,0 % |
| Ukraine                 | 10                                       | 3                      | 30,0 % |
| Rumänien                | 34                                       | 2                      | 5,9 %  |
| Bulgarien               | 18                                       | 2                      | 11,1 % |
| Kosovo                  | 23                                       | 2                      | 8,7 %  |
| Syrien                  | 18                                       | 2                      | 11,1 % |
| Bosnien und Herzegowina | 10                                       | 2                      | 20 %   |
| Marokko                 | 14                                       | 2                      | 14,3 % |
| Griechenland            | 12                                       | 1                      | 8,3 %  |
| Iran                    | 11                                       | 1                      | 9,1 %  |